# Charles de Fages
Jean, Xavier, Victor, Charles de Fages de Latour, « comte de Rochemure » (17 octobre 1818 à Largentière - 23 octobre 1870 à Paris), est un homme politique français.

## Biographie
Propriétaire, maire de Largentière, conseiller général et chevalier de la Légion d'honneur, il fut candidat officiel au Corps législatif dans la 2e circonscription de l'Ardèche, et fut successivement élu député, le 29 février 1852, le 22 juin 1857, le 1er juin 1863 et le 24 mai 1869. Le « comte de Rochemure » ne cessa de voter avec la majorité dynastique et se prononça pour la guerre contre la Prusse. 
Il mourut trois mois après.

## Sources
- « Charles de Fages », dans Adolphe Robert et Gaston Cougny, Dictionnaire des parlementaires français, Edgar Bourloton, 1889-1891 [détail de l’édition]